# 도쿠시마현 제2구
도쿠시마현 제2구(徳島県 第2区)는 일본의 중의원 선거구이다. 1994년 공직선거법으로 신설되었다.

## 지역
- 나루토시
- 요시노가와시
- 아와시
- 미마시
- 미요시시
- 이타노군
- 미마군
- 미요시군

## 역대 중의원 의원
- 야마구치 슌이치 (소속정당: 자유민주당 임기: 1996년 ~ 현재)
- 다카이 미호 (소속정당: 민주당 임기: 2009년 ~ 2012년)